# Colmar (Colmar-Berg)
Colmar (lb. Colmer) – wieś (Uertschaft) w środkowym Luksemburgu, w kantonie Mersch, siedziba administracyjna gminy Colmar-Berg. Do 3 października 2015 miejscowość leżała w dystrykcie Luksemburg. Liczy 1776 mieszkańców (1 stycznia 2023). 